# Cathérine Verleysen
Cathérine Verleysen (* 1972 bei Antwerpen) ist eine belgische Kunsthistorikerin. Seit Frühjahr 2018 ist sie Interims-Direktorin des Genter Museums der Schönen Künste (Museum voor Schone Kunsten – MSK).

## Werdegang
Cathérine Verleysen absolvierte ein Studium der Kunstgeschichte und Archäologie an der Universität Gent, das sie 1994 mit einem Master abschloss. Zusätzlich erwarb sie ein Diplôme d’études approfondies (DEA) an der Universität Paris IV, wo sie 2001 auch in Kunstgeschichte promovierte. In ihrer Dissertation untersuchte sie die Rezeption des symbolistischen Malers Maurice Denis in Belgien, vor allem in katholischen Kreisen, und die damit angestrebte Wiederbelebung der religiösen Kunst des Landes.
Beim Genter MSK begann sie ihre Laufbahn 2002 als wissenschaftliche Mitarbeiterin. Seit 2014 leitete sie den Bereich Sammlung und Forschung des Museums. Sie kuratierte mehrere Ausstellungen am MSK und arbeitete darüber hinaus 2015 an einer Ausstellung am Museum in Elsene mit.
Nachdem die Direktorin des MSK, Catherine de Zegher nach einem Skandal um eine Gemäldeausstellung mit Werken der russischen Avantgarde ungeklärter Provenienz vom Dienst suspendiert wurde, wurde Verleysen im März 2018 als Interimsdirektorin eingesetzt.
Verleysen ist seit 2007 Mitglied bei CODART, einem internationalen Netzwerk von Kuratorinnen und Kuratoren flämischer und niederländischer Kunst. In das beratende Komitee für das flämische immaterielle und bewegliche Kulturerbe (Cultureel-erfgoeddecreet) wurde sie 2017 berufen.

## Veröffentlichungen (Auswahl)
- La Vierge à l’École di Maurice Denis. In: Alessandro Marabottini (Hrsg.): Commentari d’arte. Rivista di Critica e Storia dell’Arte. Januar–April 1999, Nr. 12. De Luca Editori d’Arte, 1999, ISBN 88-8016-378-7, S. 46–50.
- mit Sébastien Clerbois: Dictionnaire culturel de l’expressionnisme. Hazan, Paris 2002, ISBN 2-85025-838-5.
- mit Irène Smets: Gustave Van de Woestyne. Hrsg.: Museum voor Schone Kunsten. Mercatorfonds, Brussel 2010, ISBN 978-90-6153-944-5.
- mit Johan De Smet: Variétés: spiegel van de dolle jaren. (Ausstellungskatalog Museum voor Schone Kunsten Gent). Gent 2004, ISBN 90-804607-4-5.
- Maurice Denis et la lutte pour un renouveau de l art religieux en Belgique 1890–1930. (Dissertation Université Paris IV Sorbonne). Paris 2001.
- Maurice Denis et la Belgique. Leuven University Press, Leuven 2010, ISBN 978-90-5867-808-9.
- mit Johan de Smet: Emile Verhaeren: de schrijver-criticus en de kunst van zijn tijd, 1881–1916. Hrsg.: Museum voor Schone Kunsten. Snoeck, Gent 2016, ISBN 978-94-6161-339-4.

### Als Herausgeberin
- Françoise Eeckman, Katrien Meuleman, Sabine van Humbeeck: Nervia, Sint-Martens-Latem: Traits d’union. In: mit Michel De Reymaecker, Claire Leblanc (Hrsg.): (Katalog zur Ausstellung im Musée d’Ixelles, 2015/2016). Bruxelles 2015, ISBN 978-2-87386-957-1.